# Classe texturale
En pédologie, la classe texturale du sol constitue un des facteurs clefs (comme le climat, etc.) du passé et du devenir phyto-écologique d'un sol, ainsi que son fonctionnement agronomique.

## Description
Un éventail classique de classes texturales est : sable (sand), limon (silt), argile (clay) auquel les agronomes aiment ajouter la classe dite loam en anglais : un sol limono-argile un peu sableux, l'idéal agronomique pour la culture végétale (céréalière). 
Ainsi, mise à part la dernière classe citée, une classe texturale peut porter le même nom que son composé minéralogique dominant (sable, argiles). Donc il ne faut pas confondre la classe texturale, qui est un type de sol dominé par certaines formes minéralogiques, et la forme minéralogique elle-même. Dans la plupart des cas, un sol argile  n'est pas composé d'argile à 100 %, sans compter que différentes argiles revêtent des propriétés assez variables en pédologie (contrairement au sable).